# Srážka vlaků u Milavčí
Srážka vlaků u Milavčí je mimořádná událost v drážní dopravě, ke které došlo 4. srpna 2021 krátce po osmé hodině ranní na jednokolejné železniční trati Plzeň – Domažlice – Furth im Wald, severovýchodně od Domažlic, ve výhybně Radonice poblíž obce Milavče. Mezistátní expres Ex 351 („Západní expres“) společnosti České dráhy se srazil s protijedoucím osobním vlakem Os 7406, tvořeným jednotkou RegioShark. Zemřeli tři lidé (včetně obou strojvůdců) a desítky dalších byly zraněny. Pravděpodobnou příčinou srážky bylo projetí návěsti „Stůj“ expresem.

## Pozadí

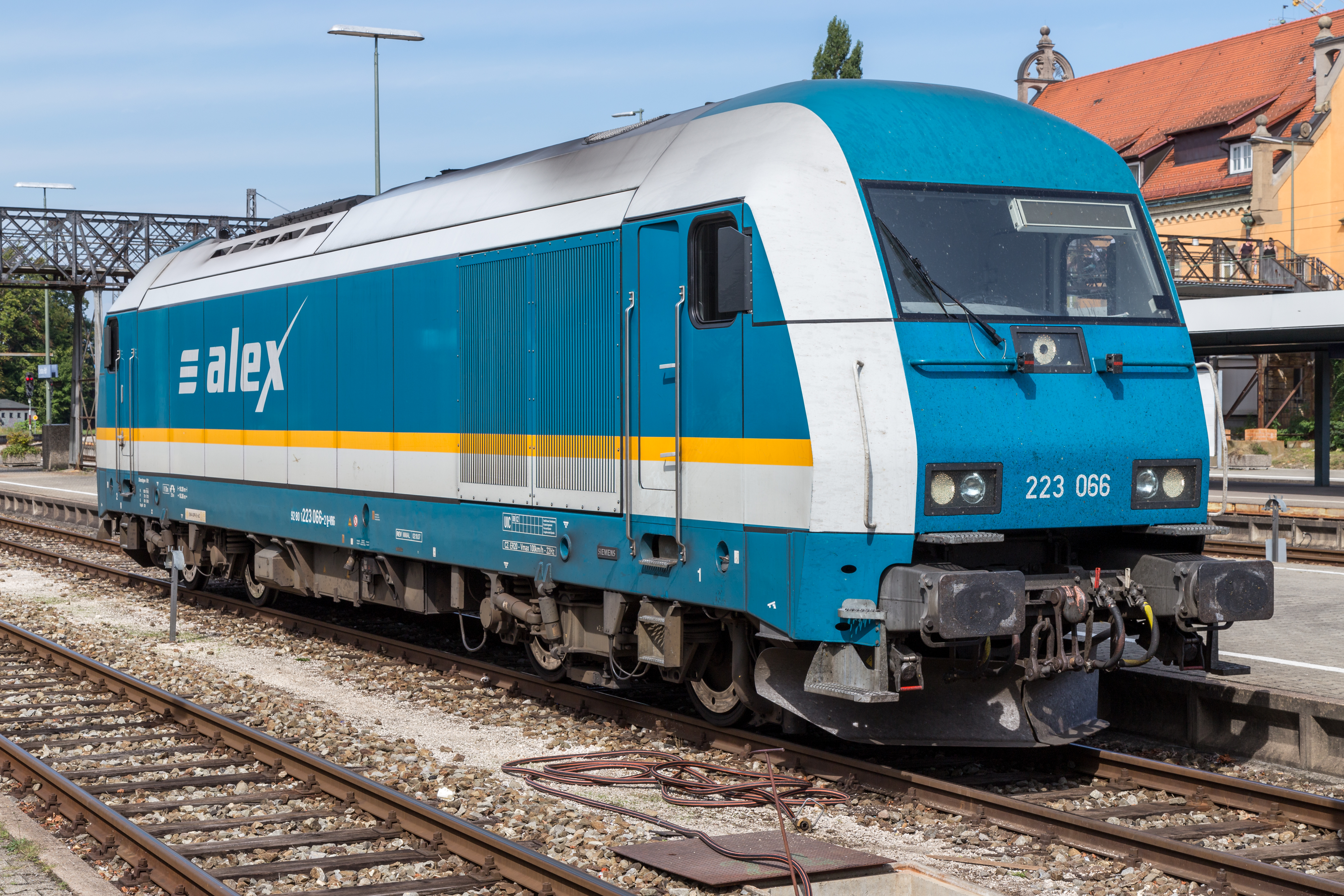
Lokomotiva 223.066-2 (Siemens ER20) společnosti Die Länderbahn, která byla účastníkem nehody u Milavčí

Železniční trať Plzeň – Furth im Wald je hlavní železniční spojnicí mezi Českem a Bavorskem. Trať je v celém profilu jednokolejná s výjimkou krátkého úseku za Plzní, který již prošel modernizací. Protijedoucí vlaky se tak musí míjet ve stanicích nebo výhybnách. Trať je vybavena standardním zabezpečením, nikoliv však nejmodernějším zařízením ETCS, které dokáže v případě potřeby zastavit vlaky bez ohledu na strojvůdce. Jízda po jednotlivých úsecích trati je povolována návěstidly. Strojvůdci musí kontrolovat návěstidla a projet okolo něj mohou pouze na návěst povolující jízdu.
Na trati není žádná traťová část vlakového zabezpečovače, na návěstní opakovač lokomotivy není přenášen kód následujícího návěstidla, pouze je kontrolována bdělost strojvedoucího, mačkáním tlačítka bdělosti. Lokomotiva Siemens ER 20 Herkules, nemá návěstní opakovač k přenášení kódu z kódované trati, pouze je kontrolována bdělost strojvedoucího zařízením Sifa, což je pedál, na kterém strojvedoucí stojí a musí ho v určitých intervalech pouštět, jinak vlak zastaví. Byla tedy na tom, co se zabezpečení týče, na této trati úplně stejně, jako jednotka RegioShark osobního vlaku, která tento opakovač má, ale návěsti se na něj nepřenášely. Dále není na trati žádné technické zařízení, které by zabránilo chybě lidského činitele ze strany strojvedoucího a je pouze na něm jak bude reagovat na návěstidla, která uvidí. Ve směru od Domažlic do výhybny Radonice strojvedoucí Západního expresu viděl v pořadí návěstidla PřS (předvěst vjezdováho návěstidla) s návěstí volno. Dále opakovací předvěst OPřS, kde byla opět návěst volno a trať už je v levotočívém oblouku a v zářezu zarostlém vegetací. Návěst volno tedy viděl strojvedoucí už dvakrát, tak jak je to zvykem ve většině stanic a nejspíš se tím ubezpečil, že jeho cesta je postavena takzvaně "skrz", tedy bude výhybnu Radonice projíždět. Následuje však ještě vjezdové návěstidlo S, které je předvěstěno třemi upozorňovadly s návěstí „Vlak se blíží k hlavnímu návěstidlu“ po 100 metrech. Tato jsou umístěna proto, že vjezdové návěstidlo S je při traťové rychlosti 80 km/h vidět pouze 7 sekund, minimální čas viditelnosti návěstidla je však 12 sekund, podle § 7 vyhlášky Ministerstva dopravy 173/1995 Sb. Tuto dobu lze ovšem snížit až na 7 sekund, za předpokladu, že před návěstidlem budou umístěna tato upozorňovadla. Viditelnost návěstidla na kterém svítila „Výstraha“ je tak na samém okraji tolerance právní normy.
Na vjezdovém návěstidle S do výhybny Radonice svítilo žluté světlo, tedy návěst "Výstraha". To znamená, že na dalším návěstidle umístěném na zábrzdnou vzdálenost, bude návěst "Stůj". Hned za vjezdovým návěstidlem S se nachází železniční přejezd přes frekventovanou silnicí č. 183, který může být zdrojem odvedení pozornosti strojvedoucího od návěsti vjezdového návěstidla, tím spíš, když už před tím viděl dvě návěstidla s návěstí „Volno“ delší dobu a potom návěstidlo, které bylo vidět 7 sekund. Následuje rovný cca 600 m dvojkolejný úsek výhybny Radonice, ze kterého ovšem není vidět návěst odjezdového návěstidla a neexistuje nic, co by strojvedoucího upamatovalo na návěst vjezdového návěstidla S. Odjezdové návěstidlo S1 se nachází za pravotočivým obloukem zarostlým vegetací a strojvedoucí toto návěstidlo vidí cca 15 sekund, než projede kolem něj. V případě, že by jel traťovou rychlostí 80 km/h, nemá už šanci před ním zastavit. Paradoxně zde, před začátkem pravotočivého oblouku už není opakovací předvěst, která by strojvedoucímu ukazovala návěst odjezdového návěstidla S1 a bylo by viditelné ze vzdálenosti 600 m.
Mezinárodní expres Ex 351 „Západní expres“ podle jízdního řádu platného v létě 2021 vyjíždí pravidelně v 4:44 z bavorského Mnichova, v 7:59 přijíždí do stanice Domažlice, v 8:01 odtud odjíždí a pokračuje v jízdě na Plzeň a dále do Prahy, kam by měl dorazit v 10:21. Doprava v úseku Domažlice – Plzeň je zajišťována soupravou „alex“ v majetku německého dopravce Die Länderbahn GmbH tvořenou dieselovou lokomotivou německé řady 223 (Siemens ER20, přezdívka Herkules) a několika vagóny. Na území ČR jede vlak na licenci dopravce České dráhy a na lokomotivě je strojvedoucí Českých drah.
Osobní vlak Os 7406 vyjíždí v 6:53 ze stanice Plzeň hlavní nádraží. V 8:04 přijíždí do zastávky Milavče, což je poslední zastávka před Domažlicemi, v 8:13 přijíždí do stanice Domažlice a odtud dále pokračuje do zastávky Domažlice město, kde svoji jízdu v 8:16 končí. Dopravu zajišťují motorové jednotky 844 přezdívané RegioShark v majetku Českých drah.
Oba vlaky pravidelně křižují ve výhybně Radonice, která se nachází mezi stanicí Domažlice a zastávkou Milavče, zhruba 4 km od Domažlic, asi 1 km od Milavčí, v 8:06.

## Nehoda
Ve středu 4. srpna 2021 jel Expres Ex 351 podle jízdního řádu, osobní vlak Os 7406 měl asi minutu zpoždění. Souprava expresu sestávající z lokomotivy a čtyř vagónů vyjela v 8:01 ze stanice Domažlice. Přibližně v 8:05 minul expres návěstidlo, na kterém svítila návěst „Výstraha“ (žluté světlo). Na tuto návěst měl strojvedoucí expresu snížit rychlost a očekávat o několik stovek metrů dál na dalším návěstidle, ve výhybně Radonice, návěst „Stůj“ (červené světlo). Expres však na návěsti nereagoval, projel výhybnou Radonice bez zastavení a narazil v plné rychlosti (v daném úseku trati asi 80 km/h) do protijedoucího osobního vlaku právě vyjíždějícího ze zastávky Milavče. Ke srážce došlo mezi 8:06 a 8:07, asi 200 metrů od zastávky Milavče směrem na Domažlice. Náraz byl velmi silný, expres zatlačil osobní vlak 81 m po trati zpět.
Lokomotiva expresu a první vagón vykolejily a byly zdemolovány. Další dva vagóny měly rozbitá okna, poslední vagón utrpěl jen minimální škody.
První polovina soupravy RegioShark vykolejila a byla zdemolována, druhá polovina měla rozbitá okna. Obě soupravy naštěstí zůstaly stát na traťovém svršku, pokud by se vagóny převrátily a skutálely po náspu, bilance nehody by byla daleko tragičtější.
První volání přijali operátoři tísňové linky v 8:08. K nehodě ihned vyrazily všechny složky Integrovaného záchranného systému. Na místě zasahovaly desítky záchranářů a hasičů, včetně tří vrtulníků Letecké záchranné služby a vrtulníku Policie ČR. Kromě českých záchranářů zasahovalo i několik týmu záchranářů a jednotek hasičů z Německa. Plzeňský kraj aktivoval traumaplán, ranění byli převáženi do nemocnic v Domažlicích, Klatovech, Stodu, Plzni a Praze. Němečtí záchranáři si převzali a převezli do Německa deset německy hovořících osob. Bylo ošetřeno celkem 67 lidí, z toho v nemocnicích 24. Zemřely 3 osoby, oba strojvedoucí a žena cestující v osobním vlaku. Strojvedoucí expresu byl nejprve veden jako pohřešovaný, než se jej podařilo nalézt a vystříhat z vraku lokomotivy. Celkem 8 osob bylo zraněných těžce a 5 středně těžce se zraněními bezprostředně neohrožujícími život. Na místo nehody dorazil též ministr dopravy Karel Havlíček.
Trať byla po celý den uzavřena. Obnovení provozu se předpokládalo nejdříve v pátek (dva dny po nehodě) kolem 18. hodiny. České dráhy do té doby zavedly náhradní autobusovou dopravu. Prvním vlakem osobní dopravy, který místem nehody projel, se stal osobní vlak jedoucí z Plzně do Domažlic, jenž místem projel v pátek 6. srpna 2021 přibližně v 18.30.